# Vista Hermosa (Meta)
Vista Hermosa es un municipio colombiano situado en el sur del departamento del Meta. Tiene 4.084 km². Se encuentra a 145 km de Villavicencio (capital departamental).  

## Historia
Fue fundada el 13 de abril de 1964 por los colonos inmigrantes Ramón Elías Arroyave, Pedro Enrique Angulo, Ernesto Oliveros y Cristóbal Loaiza.
Historia de Vista Hermosa Meta 
Fecha de fundación: 13 de abril de 1964
Nombre del/los fundador (es):
Ramón Arroyabe, Pedro Enrique Angulo A., Ernesto Oliveros y Cristóbal Loaiza
Reseña histórica:
La colonización de las Sabanas de San Juan de Arama, donde se incluye el territorio que hoy se conoce como Vista Hermosa, se inicia en la conquista, en 1537, con la llegada de Don Nicolás de Federman a las sabanas donde hoy se encuentra el municipio de San Juan de Arama, tierras que en esa época se denominaron “Nuestra Señora de la Fragua”.
En el periodo comprendido entre los siglos XVI y XVII, se conoció toda esta sabana como “San Juan de los Llanos”.
En esta zona, los Jesuitas fundaron un centro poblado con clero secular y misiones de su congregación.
A mediados del siglo XIX, existían muchos caseríos en las sabanas de la margen izquierda del río Guejar con sitio de concentración en lo que hoy se conoce como San Juan de Arama.
Posteriormente, estos lugares y las grandes haciendas comenzaron a desaparecer por epidemias y la expulsión de los Jesuitas. Para esa época, esta región se conocía con el nombre de “Concepción de Arama”. Iniciando el siglo XX, toda esta región era un corregimiento del municipio de San Martín.
En junio de 1845, por Decreto de la Provincia de Bogotá, que para ese entonces ejercía jurisdicción territorial sobre la Orinoquía colombiana, a “Concepción de Arama” se le cambia el nombre por “San Juan de Arama”.
El 17 de noviembre de 1966 por Ordenanza 003 de la Asamblea Departamental del Meta, fue elevado a la categoría de municipio toda esta región. Vista Hermosa fue fundada el 13 de abril de 1964 por los colonos inmigrantes Ramón Arroyabe, Pedro Enrique Angulo, Ernesto Oliveros y Cristóbal Loaiza. Inicialmente se conoció el lugar como Puerto Dulce.
Era un sitio de descanso o una posada de quienes viajaban entre San Juan de Arama y la colonización sobre el río Guejar.
Su crecimiento y desarrollo poblacional fue muy rápido, ya que encontraron tierras aptas para la agricultura y la ganadería. Fundamentado en su crecimiento poblacional, en 1968 es elevada a la condición de Inspección de Policía del municipio de San Juan de Arama.
Su nombre se deriva del lugar que ocupa hoy el área urbana, lugar donde se tiene una Vista muy Hermosa sobre la Serranía de La Macarena y las vegas del río Guejar. Pronto se convierte en centro de abastecimiento para todo el frente de colonización que acude allí a proveerse de elementos para suplir sus necesidades, desarrollándose un comercio muy importante. El 29 de noviembre de 1969, Vista Hermosa es elevada a la categoría de municipio mediante la Ordenanza 019 de la Asamblea Departamental del Meta.
La colonización originó la tumba de bosques vírgenes que fueron talados para formar las parcelas. Se realizó primero en las orillas de los caños y ríos, es decir donde podían encontrar agua con alguna facilidad, posteriormente, la colonización avanzó hasta las estribaciones de la Serranía.
El proceso de colonización es un círculo vicioso, en el cual la persona tala, quema, siembra, ensancha la propiedad, para posterior venta, luego se adentra más en la frontera de colonización y repite el ciclo.
La historia del municipio de Vista Hermosa es relativamente corta, convulsionada por la presencia de grupos al margen de la ley y el desarrollo de los cultivos ilícitos desde los primeros años de su fundación, primero con el cultivo de la marihuana, durante la década de los setenta y con el cultivo de la coca a comienzos de la década de los ochenta, hasta nuestros días.

## División Político-Administrativa
Además de su Cabecera municipal. Vista Hermosa tiene bajo su jurisdicción los siguientes Centros poblados:
- Albania
- Caño Amarillo
- Costa Rica
- La Reforma
- Maracaibo
- Palestina
- Palmeras
- Piñalito
- Puerto Esperanza
- Puerto Lucas
- Santo Domingo
- Tres Esquinas

## Límites del municipio
Vista Hermosa está delimitado por los siguientes municipios, en su mayoría de su propio departamento y al sur con Guaviare.
| Noroeste: Mesetas (Río Duda)                               | Norte: San Juan de Arama (Caño Pepe Muya)              | Nordeste: Puerto Lleras (Caño Rayado) |
| Oeste: Mesetas (Río Duda)                                  |                                                        | Este: Puerto Rico (Caño La Cabra)     |
| Suroeste: Uribe (Río Duda) y La Macarena (Caño Torrentoso) | Sur: San José del Guaviare ( Guaviare) (Río Guayabero) | Sureste: Puerto Rico (Caño La Cabra)  |